# Ralph Nelson
Ralph Nelson (ur. 12 sierpnia 1916 w Nowym Jorku, zm. 21 grudnia 1987 w Santa Monica) – amerykański reżyser, aktor, producent oraz scenarzysta filmowy i telewizyjny.
Nelson był synem emigrantów ze Szwecji. Karierę rozpoczynał pod koniec lat 40. od pracy w telewizji. Największe uznanie zyskał jako reżyser dramatów Polne lilie (1963) oraz Charly (1968). Za główne role w obu tych filmach Oscary otrzymali Sidney Poitier i Cliff Robertson.
W latach 1936–39 był mężem aktorki Celeste Holm. Ich synem jest informatyk Ted Nelson.

## Filmografia (reżyser)
- Pożegnanie z ringiem (1962)
- Polne lilie (1963)
- Żołnierz w deszczu (1963)
- Ojciec Wirgiliusz (1964)
- Był sobie złodziej (1965)
- Pojedynek w Diablo (1966)
- Charly (1968)
- Niebieski żołnierz (1970)
- Gniew Boży (1972)
- Na tropie Wilby’ego (1975)
- Embrion (1976)